# Franz Hellens
Pour les articles homonymes, voir Hellens.
Œuvres principales
- Nocturnal
- Réalités fantastiques

Franz Hellens est le pseudonyme de Frédéric Van Ermengem, né le 8 septembre 1881 à Bruxelles et mort le 20 janvier 1972 dans la même ville, est un romancier, poète, essayiste et critique d'art belge.

## Biographie
Franz Hellens est le fils du bactériologiste Émile van Ermengem (1851-1932). Jusqu'à 12 ans il vit dans la propriété de ses parents à Wetteren près de Gand. Il entre au collège jésuite Sainte-Barbe de Gand. Puis il fait des études de droit. Il obtient la licence puis, en 1905, le doctorat. N'aimant pas la profession d'avocat il devient stagiaire à la Bibliothèque Royale, puis à la Bibliothèque du Parlement, il est ensuite bibliothécaire en chef.
En 1907, il épouse Marguerite Nyst (1888-1958), fille de l’homme de lettres Ray Nyst.
Il vécut à Paris de 1947 à 1971.
Influencé par Edgar Poe, il est connu comme un des représentants majeurs de la littérature fantastique en Belgique. Mais il fut aussi l'infatigable animateur des Lettres belges, notamment de la revue d'abord appelée Signaux de France et de Belgique puis Le Disque vert (1922-1941). C'est lui qui découvrit Henri Michaux, avant que Jean Paulhan ne prenne le relais. Michaux fit d'ailleurs partie du comité de rédaction de la revue Le Disque vert de 1923 à 1925, y publiant nombre de ses premiers écrits dont une partie seront repris dans Qui je fus. La revue reparaîtra de 1952 à 1954, codirigée par Franz Hellens et René de Solier. Michaux était très admiratif de Hellens, et surtout de son roman Mélusine (1920), écrivant notamment : « poète, romancier, écrivain - son œuvre est d'une diversité rare - il a écrit de tant de façons - on renonce souvent à le trouver [...] Une imagination telle qu'il n'y en a guère de semblable ; elle part de zéro et court à l'infini. »

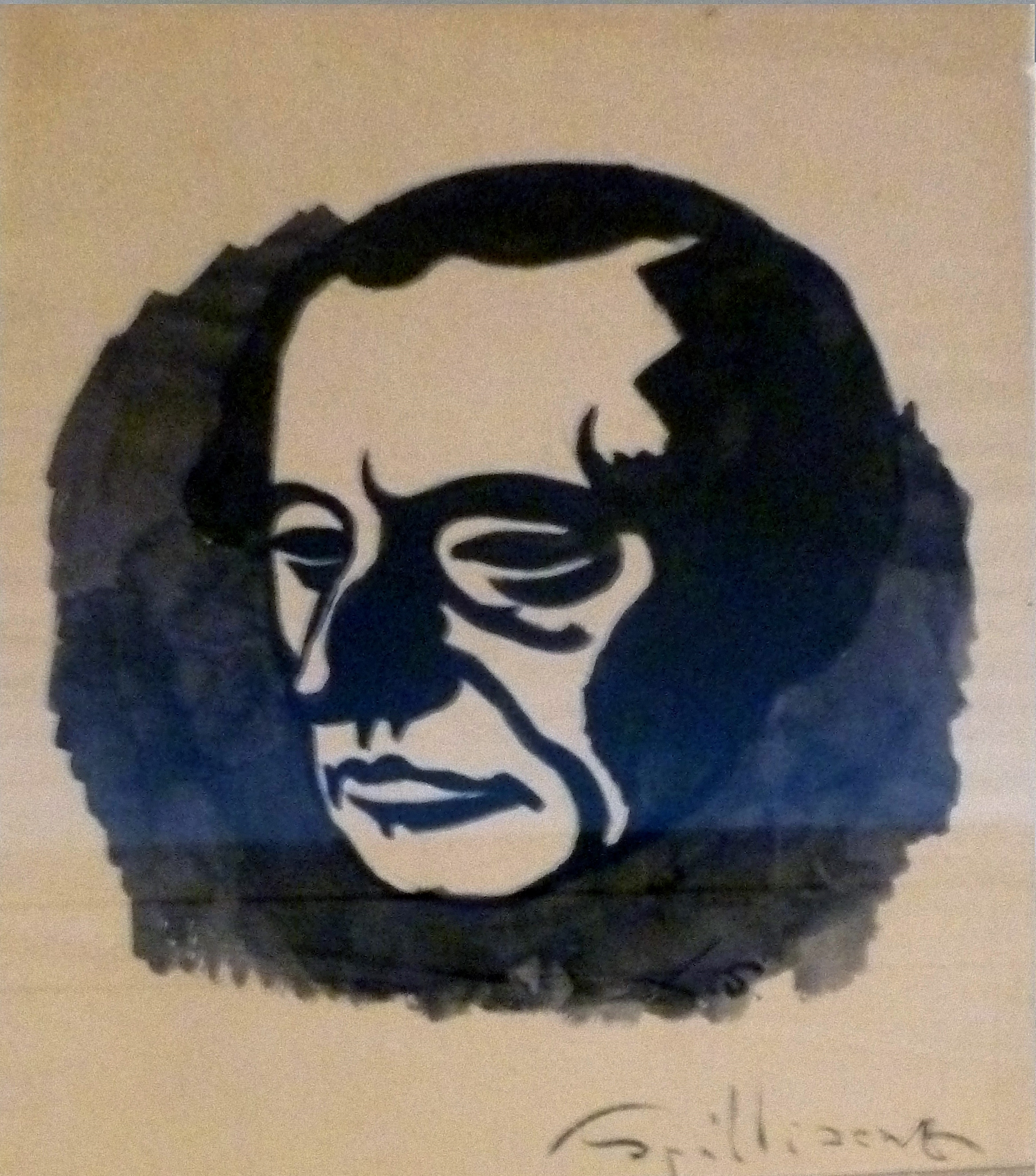
Portrait par Léon Spilliaert (1920)

L’Académie française lui décerne le prix d’Académie en 1943, le prix pour un ouvrage écrit en langue française par un étranger en 1958 et le prix du rayonnement de la langue et de la littérature françaises en 1971.

## Œuvres

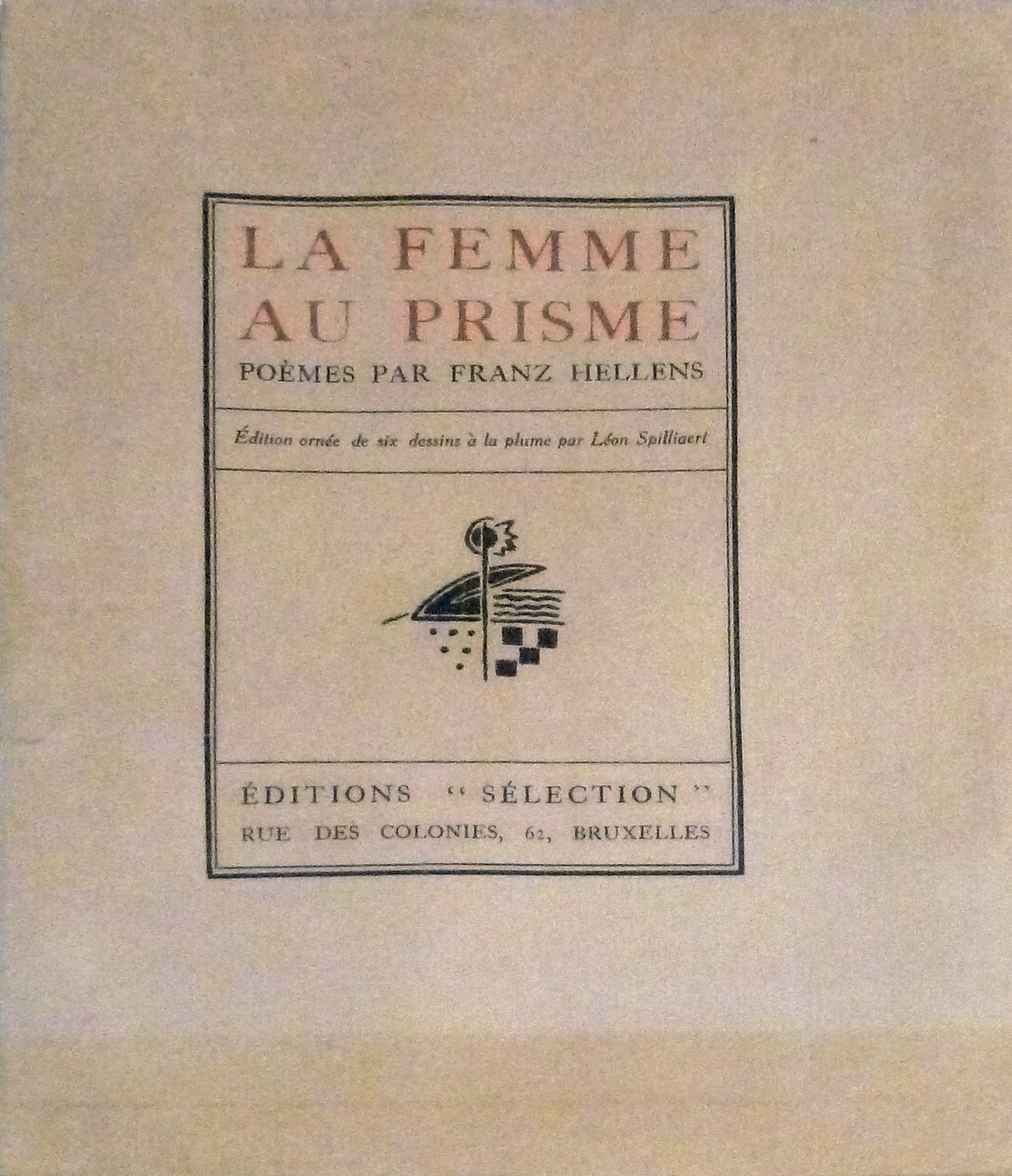
"La Femme au Prisme" (1920)

- 1906 - En ville morte, roman poétique illustré
- 1909 - Les Hors-le-vent, recueil de nouvelles expressionnistes
- 1912 - Clartés latentes. Vingt contes et paraboles
- 1919 - Nocturnal
- 1920 - En écoutant le bruit de mes talons, Éditions de la Renaissance d'Occident, Bruxelles, 1920
- 1920 - Mélusine ou La Robe de saphir, roman fantastique ; réédition Gallimard, 1952
- 1921 - Fonde la revue Signaux de France et de Belgique, qui devient en 1922 Le Disque vert, auquel collabore Henri Michaux
- 1922 - Bass-Bassina-Boulou (la réédition de 1936 sera illustrée par Élisabeth Ivanovsky)
- 1923 - Réalités fantastiques
- 1925 - Œil-de-Dieu
- 1926 - Le Naïf
- 1929 - La Femme partagée
- 1930 - Les Filles du désir
- 1930 - Grippe-cœur
- 1931 - Réalités Fantastiques Contes choisis 1909-1929 Éditions Gallimard Décembre 1931
- 1932 - Documents secrets, livre autobiographique
- 1933 - Fraîcheur de la mer Nouvelles Prix du roman, 1933)
- 1935 - Frédéric
- 1935 - La Mort dans l'Âme illustrée de bois d’Élisabeth Ivanovsky
- 1936 - Le Magasin aux poudres
- 1946 - Moreldieu
- 1951 - L’Homme de soixante ans
- 1952 - Una, poésies, lire en ligne sur Gallica
- 1954 - Mémoires d'Elseneur
- 1956 - Style et caractère, essai critique
- 1957 - Sainte Marie de Woluwé la misérable, Plon, Paris, 241 p. (oeuvre ré-éditée en 1975 aux Editions Jacques Antoine, Bruxelles, 239 p.),
- 1960 - Entre toutes les femmes, lire en ligne sur Gallica
- 1966 - Poétique des éléments et des mythes
- 1967 - Le Fantastique réel, essai
- 1970 - Cet âge qu’on dit grand
- 1971 - Suite. Derniers poèmes
- 1986 - Modigliani le Voyant illustré de gouaches d'Élisabeth Ivanovsky
- 2007 - Carnets d'un vieillard : L'Age et Moi.

## Cinéma
En 1959, Lucien Deroisy réalise Apolline, 19 minutes, fiction d'après Franz Hellens, avec Guy Lesire. Réalisme magique en costumes d'époque, tourné dans le vieux Gand. Le cinéaste réalise également Franz Hellens ou les documents secrets, 21 minutes, documentaire sur l'écrivain. Le scénario est signé René Micha. Dimitri Balachoff s'est chargé du son des deux films.

### Iconographie
- Amedeo Modigliani, huile sur toile, 1919
- Germaine Richier, buste, 1955